# Антолини, Джованни Антонио
Джованни Антонио Антолини (итал. Giovanni Antonio Antolini; 11 сентября 1753, Кастель-Болоньезе — 11 марта 1841, Болонья) — итальянский архитектор, градостроитель, инженер, эссеист, преподаватель Академии Брера и член Академии изящных искусств в Париже. Представитель миланского неоклассического движения и наполеоновского ампира на севере Италии.

## Биография
Джованни Антонио Антолини, сын нотариуса Джоаккино Антолини и Франчески Талиферри, осиротел в молодом возрасте. Он получил архитектурное образование в Болонском университете, обучался геометрии и гидравлике. Начинал свою деятельность в районе Рима, где сначала занимался мелиорацией Понтийских болот (1776), а затем проектом сакристии базилики Сан-Пьетро в Ватикане.
Из Рима Антолини переехал в Умбрию и Марке, построив Оспедале (приют) в Фабриано и аналогичные сооружения в Перудже и Тоди. В Умбрии он также занимался гидротехническими работами и строительством нескольких мостов в Читта-ди-Кастелло.
В 1797 году, благодаря дружбе с влиятельной семьёй Фаэнцы графов Ладерки, у него была возможность представить свой проект триумфальной арки Наполеону Бонапарту, которая после завоевания французами северной Италии должна была быть построена в Фаэнце в качестве символа славы французской армии. Проект предусматривал, кроме возведения арки в стиле неоклассицизма, переустройство прилегающей городской территории, со строительством дворцов, жилых домов, садов и площадей.

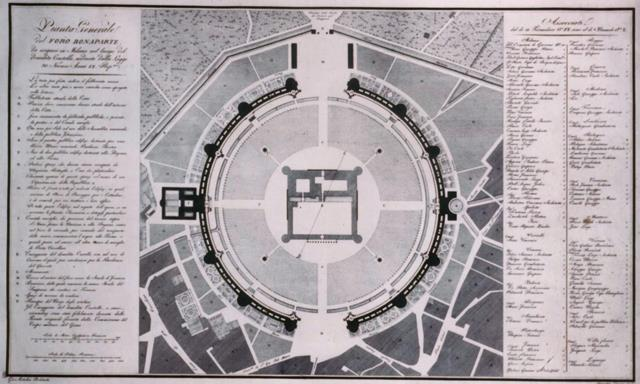
Форум Бонапарта в Милане. Генеральный план. 1801

В 1798 году Джованни Антолини выиграл конкурс на сооружение военного мемориала в Милане, состоящего из восьми пирамид. Этот необычный для Италии того времени проект позволил ему заявить о себе в столице Ломбардии, куда он был призван в 1801 году в качестве архитектора и руководителя строительства ещё одного грандиозного проекта — Форума Бонапарта (Foro Buonaparte), который должен был стать новым политическим центром города.
Проект предусматривал создание большой круглой площади диаметром 570 метров, охватывающей обширное пространство со многими сооружениями, разделённое двумя широкими проездами для экипажей и с судоходным каналом, соединённым с основной сетью каналов, которая проходила по внутренней границе города. В центре должен был находиться средневековый Кастелло Сфорцеско, а по кругу многие постройки: городская Ратуша, Пантеон с залом для народных собраний, биржа, термы, музей, здания таможни и складов. Однако проект сочли слишком дорогим и от него отказались. Со временем построили только городскую арену (Arena Civica) с палацциной (1801—1807) и Арку Мира, спроектированную Луиджи Каньолой в 1806 году.
С 1804 по 1815 год Джованни Антонио Антолини был профессором архитектуры в Болонском университете, затем — в Миланской академии Брера. В 1805 году Антолини занимался реставрацией Палаццо дель Те в Мантуе. Между 1806 и 1807 годами он осуществил реставрацию виллы Пизани в Стра в венецианской области и осуществил перестройку площади Сан-Марко в Венеции, связав между собой здания Старых и Новых Прокураций так называемой Новейшей Прокурацией (Procuratie Nuovissime) или «Крылом Наполеона» — зданием, замыкающим площадь с западной стороны, в котором располагается Музей Коррер.
Последней работой архитектора стало Оспедале в Кастель-Болоньезе, начатое в 1813 году. Антолини также проектировал постройки в Египте, Бельгии и Дании, однако с падением Наполеона слава Антолини уменьшилась и его даже лишили профессорской должности в Болонском университете.
Антолини является автором теоретических работ по гидравлике и архитектуре, а также смелых проектных предложений по выпрямлению реки Топино в Умбрии и проекты моста через Тибр в Читта-ди-Кастелло.
В 1820 году Антолини был избран иностранным членом Академии изящных искусств Франции.

## Галерея

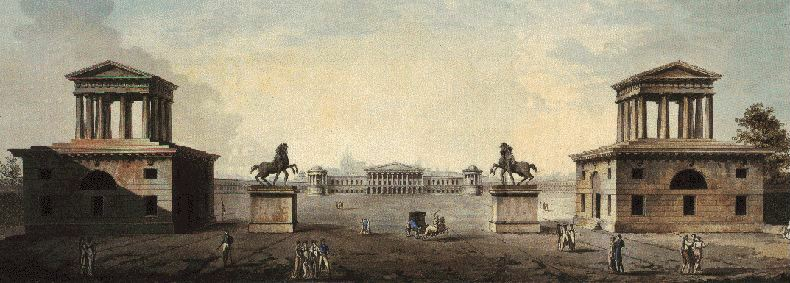
Дж. А. Антолини. Форум Бонапарта в Милане. Ок. 1801. Акварель
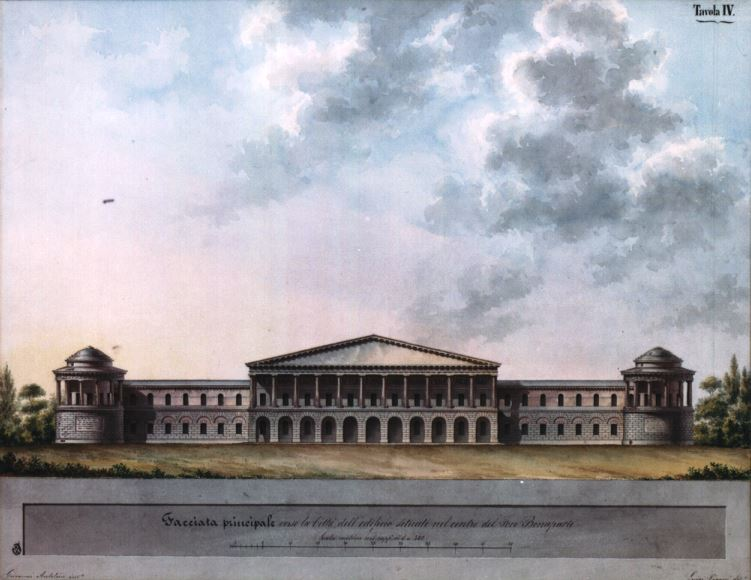
Форум Бонапарта. Королевский дворец
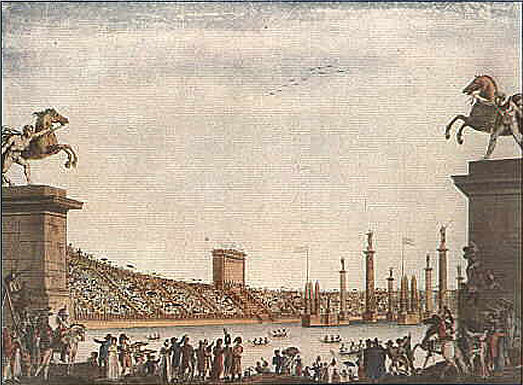
Представление навмахии (морского сражения) на городской арене (Arena Civica) Милана. 1807. Литография
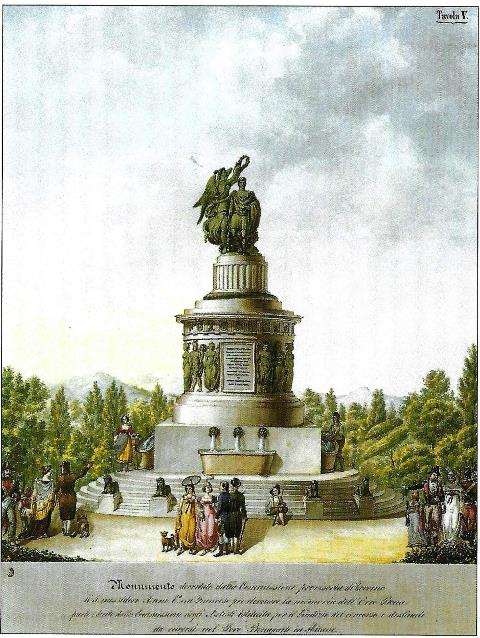
Форум Бонапарта. Монумент Великой армии. Проект
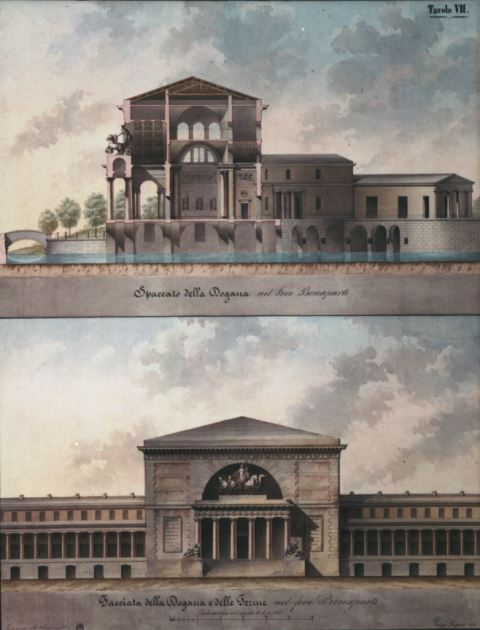
Форум Бонапарта. Проект здания Таможни и терм
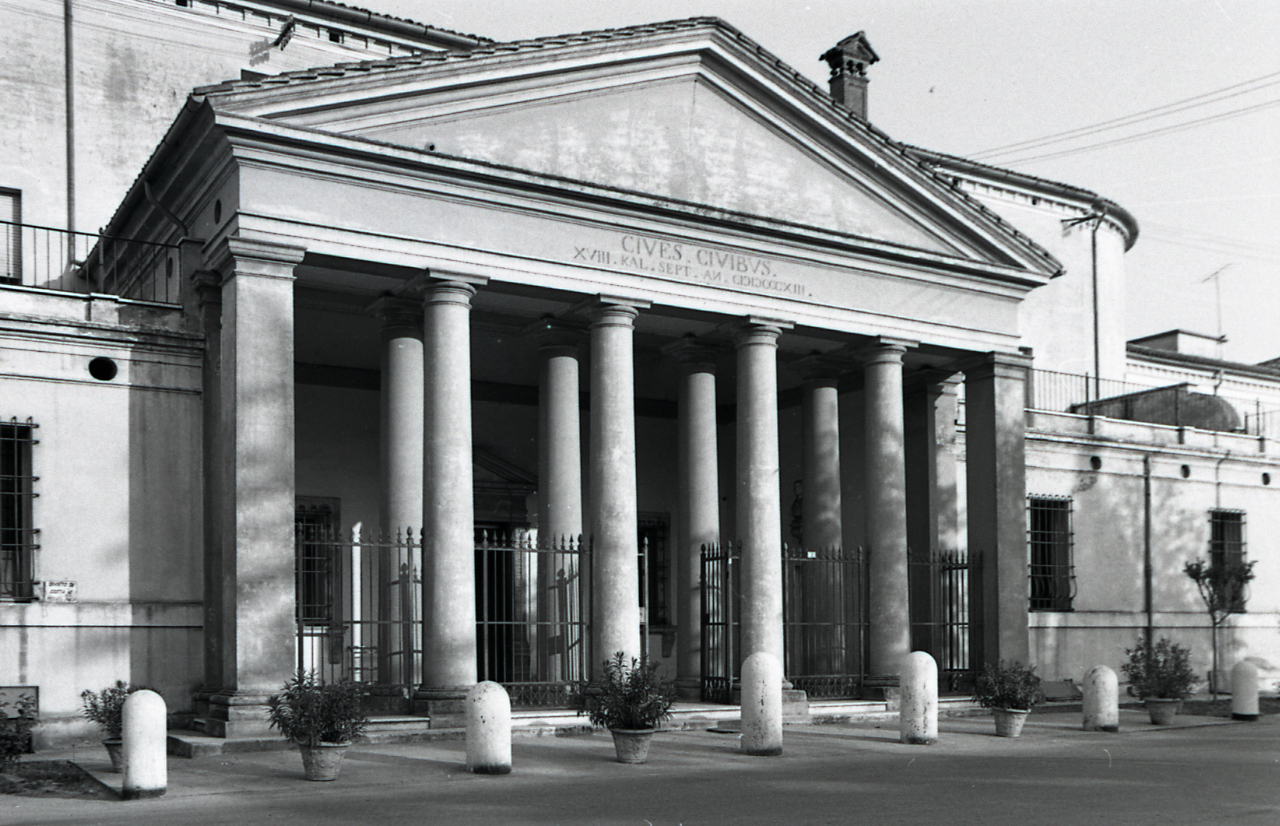
Оспедале в Кастель-Болоньезе. Главный фасад. 1813. Фотография П. Монти. 1968
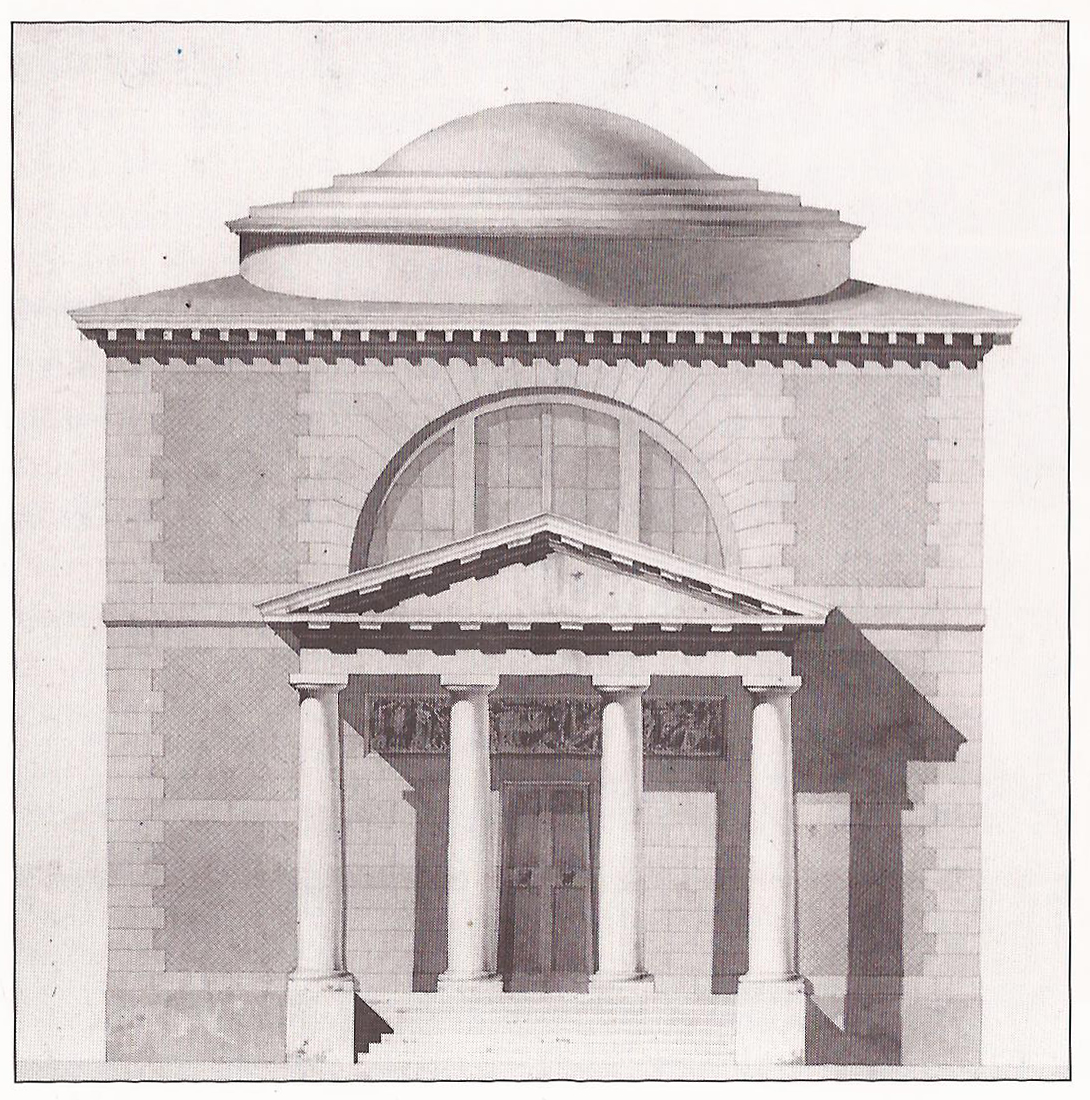
Проект мавзолея Генриха Карла фон Шиммельмана. 1785. Гамбург-Вандсбек
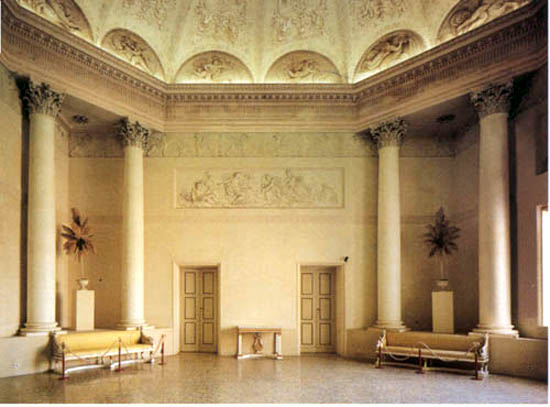
Палаццо Мильцетти. Интерьер. 1805. Фаэнца (ныне Национальный музей неоклассицизма Романьи)